# Incrustado de la plata
El incrustado de la plata es una técnica de trabajo de este metal que se siguió desarrollando en la época del Virreinato del Perú siendo una operación similar al unido, con la diferencia que las partes ornamentales son introducidas en la superficie y solidificadas por el incrustado en caliente, sin tener que recurrir a la soldadura.
Esta técnica se sigue empleando en la actualidad en el Perú.